# Jaktation
Jaktation (lateinisch das Umherwerfen, das Herumwerfen; fachsprachlich auch: jactatio) nennt man die krankhafte Unruhe bei Fiebernden, bei Menschen im Delirium, bei kognitiver Behinderung, Hospitalismus, oder auch bei Autismus oder Verhaltensstörungen. Des Weiteren ist es häufig bei vernachlässigten oder vereinsamten Menschen festzustellen.
Jaktation tritt häufiger bei Kindern bis zu zehn Jahren auf, seltener bei älteren.

## Symptome und Beschwerden
Die Betroffenen werfen sich mit dem Körper im Bett hin und her, schaukeln, wiegen oder wippen monoton oder rhythmisch auf und ab. Als häufigste Unterformen werden unterschieden:
- Jactatio corporis bezeichnet das Schaukeln, Wiegen oder Wippen mit dem ganzen Körper. Das Pagodenwackeln als Unterform ist nach den Bewegungen der chinesischen Priester vor ihren Götterbildern benannt. Kennzeichnend ist das langsame Vor- und Zurückbeugen des Oberkörpers
- bei der Jactatio capitis begrenzt sich die Bewegung auf den Kopf

Durch das monotone Schaukeln, Wackeln, Wiegen oder Wippen beruhigen und stimulieren sich die Betroffenen, Jaktation kann dabei eine Art Trance bewirken. Eine ähnliche Wirkung hat auch das länger dauernde Schaukeln z. B. auf dem Spielplatz oder in der Hängematte. Jaktationen treten demgegenüber aber fast ausschließlich auf, wenn die Betroffenen allein sind, z. B. beim Einschlafen. Da sie auf körperlicher Abkapselung beruhen, sind sie auch relativ leicht durch äußere Reize zu unterbrechen.

## Behandlung
Eine Behandlung richtet sich nach Ursachen und Schweregrad. Im Falle von Vernachlässigungen besteht sie vor allem in der emotionalen Zuwendung. Liegen hirnorganische Schäden vor, werden heilpädagogische oder verhaltenstherapeutische Methoden angewandt. In gravierenden Fällen und bei Selbstverletzungsgefahr können dämpfende Medikamente wie Neuroleptika oder Antidepressiva verabreicht werden.